# 草黄薹草
草黄薹草（学名：Carex stramentitia）是莎草科薹草属的植物。分布于泰国、缅甸、越南、尼泊尔、印度东北部、锡金以及中国大陆的云南南部、贵州、广西等地，生长于海拔170米至1,000米的地区，见于林边草地，目前尚未由人工引种栽培。